# Amenințare mixtă
O amenințare mixtă (cunoscută și sub numele de atac mixt) este o exploatare software care implică o combinație de atacuri împotriva diferitelor vulnerabilități. Amenințările mixte pot fi orice software care exploatează tehnici de atac și propagare a amenințărilor, de exemplu viermi, cai troieni și viruși informatici.

## Descriere
Amenințările complexe constau în două sau mai multe atacuri, cum ar fi atacuri multiple de același tip. Printre exemplele de amenințări complexe se numără o serie de ostilități fizice coordonate, cum ar fi atacurile teroriste de la Paris din 2015 sau o combinație de amenințări, cum ar fi un atac cibernetic și un atac fizic distinct, care pot fi coordonate.
În ultimii ani, atacurile cibernetice au demonstrat o capacitate sporită de a avea impact asupra sistemelor fizice, cum ar fi Stuxnet⁠(d), Triton sau malware-ul Trisis, și au provocat atacuri ransomware precum WannaCry și Netwalker. Recunoscând că amenințările la adresa sistemelor informatice apar din cauza unor potențiale pericole fizice, termenul „amenințare mixtă” a fost definit, de asemenea, ca un pericol fizic sau virtual natural, accidental sau intenționat, care are potențialul de a avea efecte încrucișate sau de a afecta viața, informațiile, operațiunile, mediul și proprietatea. Aceasta este o adaptare bazată pe terminologia din Lexiconul de risc din 2010 al Departamentului de Securitate Internă al SUA.
Pentru a ilustra cât de rapid și de periculos se poate întâmpla acest lucru, Sarah Coble (în Infosecurity Mag din 12 iunie 2020) a raportat că „viața Jessicăi Hatch, proprietara unei afaceri din Houston, a fost «amenințată după ce infractorii cibernetici au spart contul de socializare al companiei sale și au postat mesaje rasiste». Fondatoarea și directorul executiv al Infinity Diagnostics Center a declarat că contul de Instagram al companiei sale a fost compromis de un hacker rău intenționat necunoscut. După ce a obținut acces la cont, actorul amenințător a încărcat mai multe povești menite să o prezinte pe Hatch și afacerea ei ca fiind rasiste. În această postare „Blended Threats: Proteste! Hacking? Amenințări cu moartea!?!!", Gate 15 a subliniat faptul că procesele de gestionare a riscurilor trebuie să țină cont de mediul nostru complex și mixt de amenințări. Pe 6 septembrie 2020, agenția oficială de imigrație din Argentina, Dirección Nacional de Migraciones, a suferit un atac ransomware Netwalker care a oprit temporar trecerea frontierelor în și dinspre țară. Amenințările mixte, sub forma unui atac cibernetic, au evoluat pentru a provoca pierderi de vieți omenești. Pe 10 septembrie 2020, autoritățile germane afirmă că un atac al unui hacker a provocat defectarea sistemelor informatice la Spitalul Universitar Düsseldorf (UKD), iar o femeie care avea nevoie de internare urgentă a murit după ce a trebuit să fie transportată în alt oraș pentru tratament. Pe 27 iunie 2023, Avertium a publicat un articol despre decesul pacienților legat de atacurile ransomware. Articolul menționează, de asemenea, cele mai active grupuri de ransomware: Royal, BlackCat și Medusa. Royal este un grup ransomware destul de nou și a fost observat inițial la începutul anului 2022. MedusaLocker folosește campanii de phishing și de e-mailuri spam pentru a se infiltra în rețelele victimelor, atașând ransomware-ul direct în e-mailuri.
Potrivit The Guardian, în cel mai rău caz, crackerii ar putea efectua „atacuri cibernetice-fizice prin transformarea antenelor de satelit în arme care pot funcționa ca niște cuptoare cu microunde”.

## Exemple reale de amenințări mixte
Pe 10 septembrie 2019, Cyber Threat Alliance (CTA) a lansat un nou produs de analiză comună intitulat „The Illicit Cryptocurrency Threat”, care a declarat că mineritul ilicit de criptomonede a depășit ransomware-ul ca fiind cea mai mare amenințare cibernetică la adresa întreprinderilor. CTA a declarat că atacurile de minerit au devenit unul dintre cele mai frecvente atacuri cu care se confruntă clienții lor.
Amenințările mixte pot, de asemenea, să compromită sistemele de sănătate, multe dintre acestea având nevoie de o conexiune la internet pentru a funcționa, la fel ca numeroase alte dispozitive medicale, cum ar fi stimulatoarele cardiace, ceea ce face ca această ultimă parte a Internetului obiectelor (IoT) să fie o rețea tot mai mare de dispozitive conectate, care sunt potențial vulnerabile la un atac cibernetic. Până în 2020, au fost deja raportate amenințări în dispozitivele medicale. Recent, a fost descoperit un defect crucial în 500.000 de stimulatoare cardiace care ar putea expune utilizatorii la un atac. În plus, cercetătorii în domeniul securității au dezvăluit un lanț de vulnerabilități la o marcă de stimulatoare cardiace, pe care un atacator le-ar putea exploata pentru a controla de la distanță stimulatoarele cardiace implantate și a provoca răni fizice pacienților.
Pe 16 iulie 2019, o mamă și-a adus pe lume copilul la Springhill Medical Center din Mobile, Alabama. Mama, Kidd, nu a fost informată că Springhill se lupta cu un atac cibernetic atunci când a mers să își nască fiica, iar medicii și asistentele au ratat apoi o serie de teste cheie care ar fi arătat că cordonul ombilical era înfășurat în jurul gâtului bebelușului, ceea ce a dus la leziuni cerebrale și la moartea acestuia nouă luni mai târziu.
Pe 5 februarie 2021, actori cibernetici neidentificați au accesat sistemul de supraveghere, control și achiziție de date (SCADA) al unei stații de tratare a apei potabile din Oldsmar, Florida⁠(d). Odată ce sistemul a fost accesat, intrușii au manipulat nivelul de hidroxid de sodiu, cunoscut și sub numele de leșie sau sodă caustică, de la o setare de 100 de părți pe milion la 11.100 de părți pe milion. La niveluri ridicate, hidroxidul de sodiu poate afecta grav țesuturile umane. Este ingredientul principal în detergenții lichizi pentru canalizare, dar la niveluri scăzute este folosit pentru a controla aciditatea apei și pentru a elimina metalele din apa potabilă.
Pe 7 mai 2021, Colonial Pipeline, un sistem american de conducte petroliere care își are originea în Houston, Texas, și care transportă benzină și combustibil pentru avioane, în principal în sud-estul Statelor Unite, a suferit un atac cibernetic de tip ransomware care a afectat echipamentele computerizate care gestionează conducta. Atacul ransomware a blocat livrarea a aproximativ 3 milioane de barili de combustibil pe zi între Texas și New York. Atacul a provocat lipsuri de combustibil de-a lungul coastei de est a Statelor Unite.
Pe 30 mai 2021, furnizorul de carne JBS a suferit un atac ransomware. Toate instalațiile de carne de vită deținute de JBS în Statele Unite au devenit temporar nefuncționale. Atacul a provocat un efect de propagare în industria agricolă și în industria restaurantelor.
Pe 21 septembrie 2021, furnizorul de servicii agricole NEW Cooperative Inc., cu sediul în Iowa, a fost lovit de un atac ransomware care l-a obligat să își scoată sistemele din funcțiune. Grupul BlackMatter, care se află în spatele atacului, a înaintat o cerere de răscumpărare de 5,9 milioane de dolari. NEW Cooperative Inc., o cooperativă agricolă, a declarat că atacul ar putea avea un impact semnificativ asupra aprovizionării publice cu cereale, carne de porc și pui dacă nu își poate repune sistemele online.
Pe 26 octombrie 2021, Schreiber Foods, un distribuitor de lapte din Wisconsin, a fost victima unor hackeri care au cerut o răscumpărare de 2,5 milioane de dolari pentru a debloca sistemele informatice. Manipulatorii și transportatorii de lapte din Wisconsin au raportat că au primit apeluri de la Schreiber sâmbătă (23 octombrie), spunând că sistemele informatice ale companiei erau la pământ și că fabricile lor nu puteau prelua laptele care fusese contractat pentru a merge acolo. Transportatorii și cei care se ocupă de programări au fost nevoiți să găsească alte locuri de depozitare pentru lapte.
Pe 28 aprilie 2022, spitalul St. Vincent din Worcester, Massachusetts, a fost victima unui atac cibernetic care a dus la creșterea vertiginoasă a timpilor de așteptare în camera de urgență, unii pacienți spunând că nu au putut să consulte un medic. În declarația Spitalului St: "Tenet, compania noastră mamă, a avut parte de un incident de securitate cibernetică săptămâna trecută și a răspuns cu protocoale de protecție extinse pentru a-și proteja sistemele și pentru a preveni alte activități neautorizate. În timpul întreruperii temporare, Spitalul Saint Vincent a continuat să îngrijească comunitatea noastră utilizând procesele de rezervă stabilite. În acest moment, aplicațiile noastre critice au fost restaurate și ne reluăm operațiunile normale. În paralel, Tenet a lansat o investigație, care este în curs de desfășurare, și ia măsuri suplimentare pentru a proteja datele pacienților, ale angajaților și alte date. Le suntem recunoscători medicilor, asistentelor și personalului nostru pentru că au continuat să ofere asistență medicală sigură și de calitate pacienților în timp ce lucrăm pentru a rezolva această problemă."
Sectorul aviației a fost, de asemenea, afectat de perturbări cauzate de atacuri cibernetice. Zborurile popularei companii aeriene indiene cu buget redus SpiceJet au fost perturbate de atacul cibernetic din 25 mai 2022. Nu este clar ce operațiune ransomware ar fi putut ataca SpiceJet și nu au fost comunicate detalii cu privire la amploarea daunelor pe care le-ar fi putut provoca.
Pe 8 septembrie 2022, Ponemon Institute, un grup de experți din Washington, D.C., a intervievat peste 600 de profesioniști în domeniul tehnologiei informației din peste 100 de unități sanitare. Constatările sale sunt unele dintre cele mai concrete dovezi de până acum că ritmul constant al atacurilor hackerilor asupra centrelor medicale americane duce la faptul că pacienții primesc îngrijiri mai proaste și au mai multe șanse de a muri. Potrivit lui Brett Callow, analist la compania de ransomware Emsisoftto, în acest an au avut loc cel puțin 12 atacuri ransomware asupra unităților de sănătate din SUA dar, deoarece unele companii de sănătate reprezintă mai multe locații, aceste atacuri au reprezentat 56 de unități diferite, a spus el.
Pe 3 decembrie 2022, două substații electrice din Carolina de Nord au fost avariate de focuri de armă. Întreruperile de curent care au urmat au lăsat cel puțin 40.000 de clienți fără electricitate au făcut ca pompele de apă uzată să nu mai funcționeze în întreaga zonă. A fost instituită o stare de asediu și școlile au fost închise.